# François Lambillotte
François Lambillotte   (Charleroi, 22 de març de 1802 - Friburg, 2 de juny de 1835) fou un músic jesuïta belga.
El 1826 entrà en la Companyia de Jesús de França. Fou director de música en el col·legi de Friburg, i com a compositor deixà una Missa en mi bemoll i un gran nombre de peces, reunides quasi totes en les col·leccions de Cantiques, Vingt cantiques i Souvenirs de fétes de collège. Aquest última fou revisada i publicada pel P. Louis, germà de l'autor. També es troben algunes peces de William en les Oeuvres posthumes des trois Pères Louis, Joseph et François Lambillotte (15 cuad., París, 1870-71).
Totes les de William són obres gens menyspreables, encara que, inferiors en mèrit a les del seu germà Louis, potser perquè la seva prematura mort li impedí arribar al seu ple desenvolupament de les seves facultats artístiques. L'altre germà, Joseph, també fou músic i jesuïta.